# Бре Жу
Бре Жу (фр. Breux-Jouy) насеље је и општина у Француској у региону Париски регион, у департману Есон која припада префектури Етан.
По подацима из 2005. године у општини је живело 1263 становника, а густина насељености је износила 269 становника/km². Општина се простире на површини од 4,68 km². Налази се на средњој надморској висини од 70 метара (максималној 151 m, а минималној 55 m).

## Демографија
| 1962. | 1968. | 1975. | 1982. | 1990. | 2011. |
| ----- | ----- | ----- | ----- | ----- | ----- |
| 541   | 676   | 783   | 908   | 1.076 | 1.224 |

График промене броја становника у току последњих година